# Hermagoras Verein

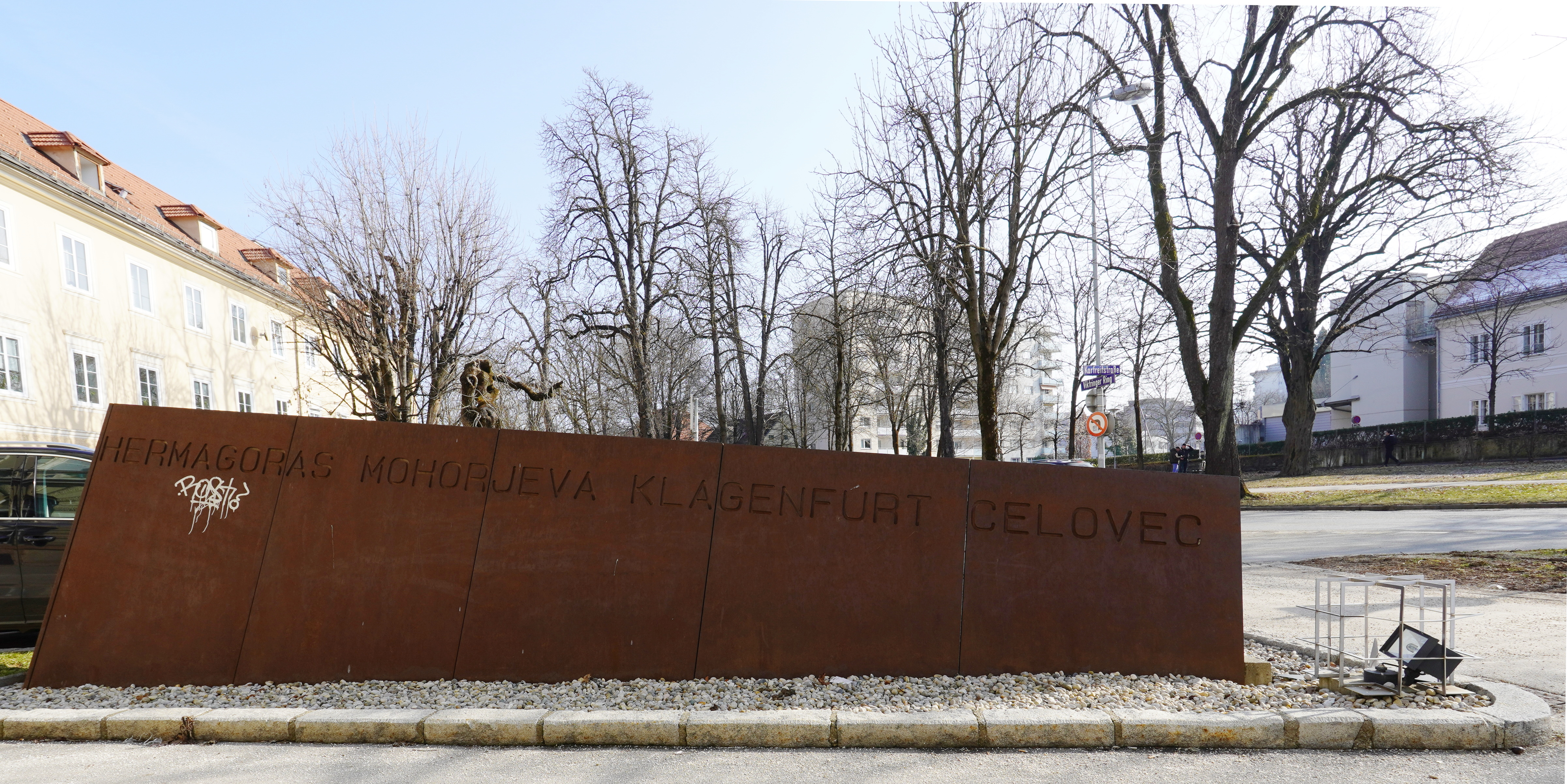
Skulptur Stätte der Begegnung, Günther Domenig

Der Hermagoras Verein in Klagenfurt (slowenisch: Mohorjeva družba v Celovcu, kurz auch nur Hermagoras genannt) wurde 1851 auf Anregung des Bischofs Anton Martin Slomšek von Kärntner slowenischen Intellektuellen in Klagenfurt (slowenisch Celovec) als Hermagorasbruderschaft gegründet. Federführend dabei waren Anton Janežič und Andrej Einspieler. Namensgeber ist der heilige Hermagoras.
Der Zweck des Vereins war, gute slowenische, christliche und patriotische Bücher für die slowenischsprachige Bevölkerung in der Habsburgermonarchie herauszugeben und zum Selbstkostenpreis zu vertreiben. Als weitere Ziele des Vereins nannten die Gründer die geistige und kulturelle Bildung der slowenischen Bevölkerung auf der Grundlage christlicher Werte, die Förderung der slowenischen Sprache und Literatur sowie das Bemühen, den slowenischen Schriftstellern ein Forum für die Veröffentlichung ihrer Werke zu bieten.

## Geschichte
Da der Verein im ersten Jahrzehnt seines Bestehens seine Tätigkeit nicht zufriedenstellend entfalten konnte, wurde er 1860 aufgelöst und in einer kirchlichen Bruderschaft neu organisiert (Hermagorasbruderschaft). Ab diesem Zeitpunkt fungierten Priester und Pfarrer im gesamten slowenischsprachigen Gebiet als Vertrauensleute des Verlags. Mit einem neuen Programm, vor allem der alljährlichen Büchergabe (Kalender, Abendgeschichten und andere nützliche Bücher) gelang es dem Verlag, ein breites Publikum anzusprechen. 1871 konnte eine eigene Druckerei in Klagenfurt eröffnet werden, 1894 wurde das Mutterhaus auf dem Viktringer Ring 26 fertiggestellt. Die Zahl der Mitglieder des Verlags stieg bis 1918 auf über 90.000 an.
Nach dem Zusammenbruch der Habsburgermonarchie musste sich auch der Hermagoras Verein neu organisieren. Die Druckerei mit ihren Mitarbeitern zog sich in den Wirren des Konflikts um Südkärnten zwischen 1918 und 1920 („Abwehrkampf“ und Volksabstimmung) nach Prevalje/Prävali im heutigen Slowenien, ehemals zum Kronland Kärnten gehörig, zurück. Später übersiedelte die Druckerei nach Celje (Cilli). Aus dieser ging der „Cillier Hermagoras Verein“ (celjska Mohorjeva družba) hervor, der in Slowenien nach wie vor tätig ist. 
1924 entstand in Görz der „Görzer Hermagoras-Verein“ (goriška Mohorjeva družba), da ein großer Teil der slowenischsprachigen Bevölkerung (slowenisches Küstenland und ein Teil der Innerkrain) nach dem Ersten Weltkrieg an Italien gefallen war und nach Italien keine slowenischen Bücher geliefert werden durften. Auch dieser Verein verlegt heute noch erfolgreich slowenische und zum Teil italienische Bücher überwiegend für die slowenischsprachige Bevölkerung in Italien.
In Klagenfurt bestand der Klagenfurter Hermagoras-Verein auch weiterhin, entwickelte jedoch keine nennenswerte Tätigkeit, da offensichtlich keine Druckerei in Kärnten bereit war, slowenische Bücher zu drucken. Sogar die slowenische Wochenzeitung „Koroški Slovenec“ (Kärntner Slowene) musste in einer tschechischen Druckerei in Wien gedruckt werden. Die alljährliche Büchergabe wurde aus Celje bezogen.
Bereits 1940 lösten die nationalsozialistischen Machthaber den Hermagoras-Verein auf und konfiszierten dessen Vermögen. Nach dem Krieg konnte die Tätigkeit des Vereins wiederbelebt werden. Seinem ersten Vorsitzenden Valentin Podgorc gelang es, einen Teil des konfiszierten Vermögens wieder zurückzubekommen, die erste Büchergabe erschien 1947 (für das Jahr 1948). Der Hermagoras-Verein in Klagenfurt beschränkte sich forthin jedoch nicht nur auf das Verlagswesen und versuchte, für die Kärntner Slowenen ein möglichst umfangreiches Angebot im Bildungs- und Kulturbereich zu bieten. Seit 1951 konnte eine neue Druckerei ihre Tätigkeit aufnehmen, und der Verein widmete sich verstärkt der Jugenderziehung in Schülerheimen. In Wien wird das Studentenheim Korotan betrieben, in Klagenfurt eine zweisprachige Buchhandlung. Seit 1989 führt der Verein erfolgreich eine private zweisprachige Volksschule in Klagenfurt.
Der Verlag veröffentlicht jährlich rund 50 bis 60 Bücher und hat sich auch im Bereich des Schulbuches, vor allem für das zweisprachige Schulwesen in Kärnten, etabliert.